# Ernst Grünfeld
Ernst Franz Grünfeld (Vienna, 21 novembre 1893 – Vienna, 3 aprile 1962) è stato uno scacchista austriaco.
Specializzato nella teoria delle aperture, fu per un breve periodo, dopo la prima guerra mondiale, uno dei giocatori di scacchi più forti del mondo.

## Biografia
Dopo aver perso una gamba durante la sua infanzia a causa della povertà, cominciò a studiare intensamente gli scacchi, guadagnandosi rapidamente la fama di forte giocatore nel club locale di scacchi, il Wiener Schach-Klub. Pochi tornei vennero giocati durante la prima guerra mondiale, ostacolando le possibilità di Grünfeld di giocare contro i migliori scacchisti del mondo. In questo periodo giocò molte partite per corrispondenza e studiò profondamente le aperture, iniziando a creare una libreria di testi scacchistici che conservò nel suo piccolo appartamento viennese fino alla morte.
La sua reputazione come esperto di aperture si formò durante gli anni venti; in questo periodo cominciò ad avere successo anche nei tornei, vincendo tra gli altri quelli di Vienna nel 1920 (a pari merito con Tartakover) e nel 1927, di Margate nel 1923, di Merano nel 1924, di Budapest nel 1926 (a pari merito con Mario Monticelli); vinse inoltre nel 1928 e nel 1933 a Vienna il "Trebitsch Memorial" (il primo a pari merito con Sándor Takács, il secondo con Hans Müller). Fu primo anche al torneo di Ostrava del 1933, e secondo nel torneo di Posen, dietro a Paul Keres, nel maggio del 1943.
Nell'aprile del 1922, durante il torneo di Piešťany, introdusse la difesa Grünfeld nella partita contro Friedrich Sämisch, pareggiando in 22 mosse; lo stesso anno la usò per sconfiggere Aleksandr Alechin nel torneo di Vienna. Tuttavia non giocò spesso quest'apertura. Grünfeld partecipò per l'Austria a quattro Olimpiadi degli scacchi (1927, 1931, 1933, 1935); la sua miglior prestazione fu alla prima partecipazione, raggiungendo il punteggio di 9,5 su 12. Divenne Grande maestro internazionale nel 1950, quando il titolo venne istituito dalla FIDE. Verso la fine degli anni Cinquanta partecipava a pochi tornei, lavorando principalmente alla sua libreria, che arrivò a riempire l'intero salotto della sua casa. Morì di obesità a Vienna nel 1962.

## Stile di gioco
Il suo stile di gioco era modellato su quello di Akiba Rubinstein; la sua prima mossa era sempre 1. d4 (l'apertura di donna). Sebbene affermasse di non compiere errori in apertura, Grünfeld evitava generalmente le varianti complesse, e tendeva a pattare molte partite: la sua abilità non era sufficiente a sconfiggere i migliori giocatori.

## Scritti
Grünfeld scrisse molti articoli sulle aperture su varie riviste di scacchi: la sua prima pubblicazione risale a prima che compisse vent'anni, sul Wiener Schachzeitung; l'argomento era la partita spagnola. Pubblicò articoli in Germania, in Belgio, nell'Unione Sovietica e in Bulgaria: quest'ultimo era il suo mercato favorito, perché veniva pagato con cibo.
Pubblicò diversi libri, che furono generalmente bene accolti. Tra questi i più noti furono The Queen's Pawn Game and the Queen's Gambit Declined (del 1924) e Taschenbuch der Eroffnungen im Schach (del 1953)